# John Vlissides
John Vlissides (2 de agosto de 1961 — 24 de novembro de 2005) foi um cientista da computação estadunidense.
Foi um dos quatro autores do livro Design Patterns: Elements of Reusable Object-Oriented Software (ISBN 0201633612).